# 共产党（重建）
共产党（重建）（葡萄牙語：Partido Comunista (reconstruído)，缩写为PC(R)）是葡萄牙的一个已不存在的共产主义政党。该党成立于1975年12月27日，当时取名为葡萄牙共产党（重建）。后来，该党更名为“共产党（重建）”。该党先是奉行毛主义，中阿决裂后转而奉行霍查主义。巴西共产党曾对该党影响巨大。1992年，该党改组为“争取民主和进步共产党人”，后于1995年并入人民民主联盟。